# Pierre Louis Duprat
Pierre Louis Duprat est un homme politique français né le 30 décembre 1760 à Tartas (Landes) et décédé le 31 août 1840 à Bordeaux (Gironde).
Avocat, il est accusateur public sous la Révolution. Il est élu député des Landes au Conseil des Cinq-Cents le 24 vendémiaire an IV, et se montre un parlementaire actif. Il est déchu de son mandat après le coup d’État du 18 fructidor an V.

### Sources
- « Pierre Louis Duprat », dans Adolphe Robert et Gaston Cougny, Dictionnaire des parlementaires français, Edgar Bourloton, 1889-1891 [détail de l’édition]